# Gabrielle Houbre
Gabrielle Houbre, née à Saint-Wendel, est une historienne française. Ses recherches portent sur l'histoire contemporaine.

## Biographie
Gabrille Houbre est née en Allemagne à Saint-Wendel. Elle soutient sa thèse de doctorat, qui reçoit le prix Perrot-Harlor, L'éducation sentimentale des filles et des garçons à l'âge du romantisme à l'université Paris Diderot en 1990, sous la direction de Michelle Perrot. Elle soutient en 2002 une habilitation à diriger des recherches intitulée Les lois du genre. Identités, pratiques, représentations sociales et culturelles. France, XIXe siècle, à l'université Paris-I Panthéon-Sorbonne, dont Alain Corbin est le garant,. Elle est maîtresse de conférences HDR en histoire à l'Université de Paris et membre honoraire de l'Institut universitaire de France (2002).

## Travaux
Spécialiste du XIXe siècle, elle s'intéresse à l'histoire des sexualités. Agrégée, elle poursuit des recherches sur le genre, la transidentité, les sexualités, les prostitutions, le corps, les sensibilités, la famille et la jeunesse, thèmes auxquels elle a consacré plusieurs ouvrages,,. Elle s'intéresse à une des premières figures intersexes françaises, à laquelle elle consacre un livre,,,.

## Distinction
- Prix Perrot-Harlor[13].

## Publications
- Les deux vies d'Abel Barbin, né Adélaïde Herculine (1838-1868), Paris, PUF, 2020[9]
- Une histoire des sexualités avec Sylvie Steinberg, Christine Bard, Sandra Boehringer et Didier Lett, dir. par Sylvie Steinberg, Paris, PUF, 2018[6]
- Le XIXe siècle, CD 2 et 3, in Histoire des sexualités, Vol. 2, Paris, Frémeaux et associés, 2018
- Prostitutions. Des représentations aveuglantes, dir. et introduction avec Isolde Pludermacher et Marie Robert, Paris, Musée d’Orsay/Flammarion, 2015, 232 p.
- Le livre des courtisanes. Archives secrètes de la Police des mœurs (1861-1876), Paris, 2006, 637 p. (ISBN 978-2-84734-344-1) (introduction, notes et répertoires)[7]
- Histoire des mères et filles, Éditions de La Martinière, 2006, 223 p. (ISBN 978-2-7324-3289-2)[14]
- Femmes et images, Clio. Femmes, genre, histoire, no 19, 2004 (codirection)
- Histoire de la grandeur et de la décadence de Marie Isabelle, modiste, dresseuse de chevaux, femme d'affaires, etc., Paris, Perrin, 2003[15]
- Le Corps des jeunes filles, de l'Antiquité à nos jours, Paris, Perrin, 2001 (codirection)[16]
- Femmes, dots et patrimoines, Clio. Femmes, genre, histoire no 7, 1998 (codirection)
- La Discipline de l'amour. L'éducation sentimentale des filles et des garçons à l'âge du romantisme, Paris, Plon, 1997[8]
- Le Temps des jeunes filles, Clio. Femmes, genre, histoire, no 4, 1996 (direction)